# Pietro Accolti
Pietro Accolti, italijanski škof, kardinal in nadškof, * 15. marec 1455, Firence, † 11. december 1532, Ravenna.

## Življenjepis
4. aprila 1505 je postal škof Ancone in Numane. 10. marca 1511 je postal kardinal.
6. junija istega leta je postal apostolski administrator škofije Cadiz, 10. marca 1518 (Španija) pa še škofije Arras (Francija). S položaja v Cadizu je odstopil 24. julija 1521, s arraškega pa 10. aprila 1523.
8. decembra istega leta je postal škof Albana (Italija), 20. maja 1524 škof Palestrine in 15. junija 1524 škof Sabine in Poggio Mirtete. 25. junija 1524 je postal nadškof Ravenne, toda že decembra istega leta je odstopil s položaja.